# Ardashes Harutiunian
Ardashes Harutiunian (en armenio: Արտաշէս Յարութիւնեան, también hacía uso de nombres de pluma Manishak, Ban, Shahen-Garo y Garo) (cerca de Tekirdağ, Imperio otomano, 3 de octubre de 1873 – İzmit, 16 de agosto de 1915) fue un poeta y crítico literario armenio-otomano, y traductor autodidacta del francés, quién se convirtió en uno de los intelectuales más destacados de la época.
Desde 1912, Harutiunian vivió en Estambul, en donde trabajó como profesor y contribuyó en varios periódicos en idioma armenio occidental. En 1902, publica su primer libro de poemas, Լքուած քնար (Lira Abandonada), en 1902, seguido por dos volúmenes nuevos, Երկունք (Nacimiento) y Նոր քնար (Nueva Lira), entre 1906 y 1912, respectivamente. Fue uno de los primeros críticos literarios de poetas armenios contemporáneos como Misak Medzarents, Daniel Verugian y Siamanto.
Durante el genocidio armenio, Harutiunian estaba en Üsküdar el 24 de abril de 1915. El 28 de julio de 1915, fue arrestado y agredido de forma severa en Müdüriyet. Cuándo su padre fue a visitarlo, fue también apresado. Ambos fueron deportados junto con 26 armenios hacia Nicomedia (actual İzmit) y encarcelados en una iglesia armenia, que los otomanos la convirtieron en una cárcel. Ambos fueron asesinados a puñaladas en las cercanías de Derbent el 16 de agosto de 1915.
Tras la muerte de Harutiunian, sus poemas fueron publicados en libros separados en París (1937) y en Ereván (1968). Entre los principales temas de sus poemas son el amor, el romance y el humanismo ("El Vagabundo en la Noche", "Amanecer", "Ventanas").